# Ácido 4-mercaptobenzenossulfônico
Ácido 4-mercaptobenzenossulfônico ou ácido 4-sulfanilbenzenossulfônico é o composto orgânico de fórmula C6H6O3S2, SMILES C1=C([S](=O)(=O)O)C=CC(=C1)S e massa molecular 190,24004. É classificado com o número CAS 7134-41-0 e Mol File 7134-41-0.mol. É usado como agente de cura para resinas epóxi.